# 食堂

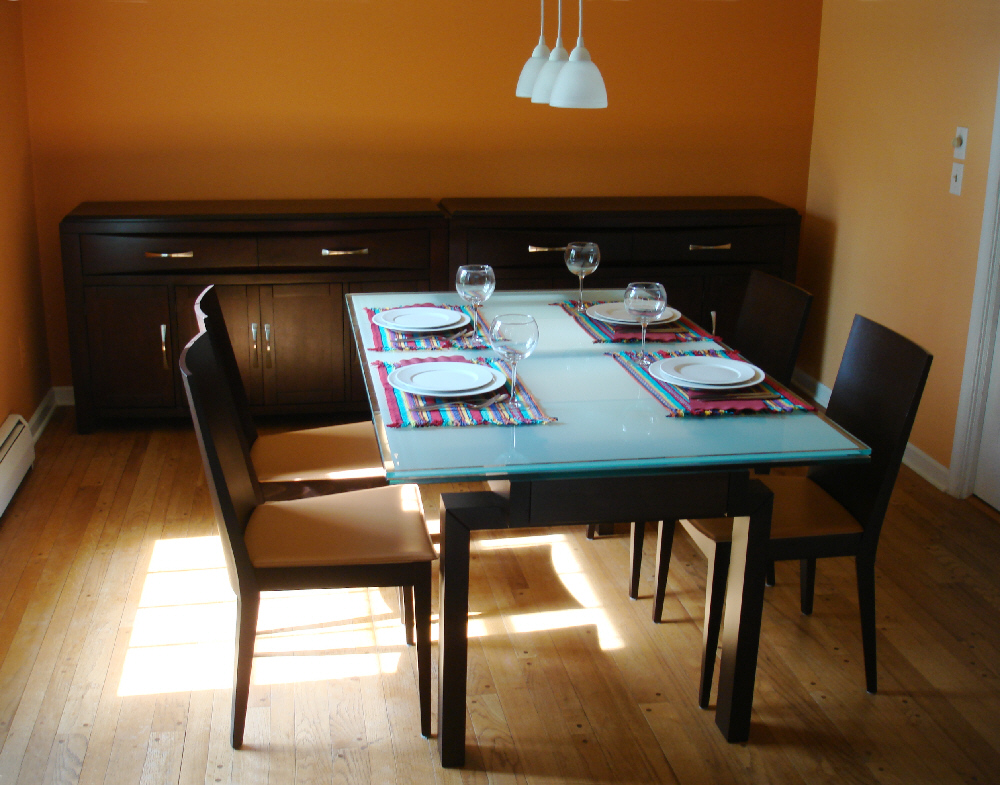
ダイニングルーム

食堂（しょくどう、英: dining room）は、建物、とくに住居において食事をとるための部屋のことである。

## 概説
一般的に食堂やダイニングルームと呼ばれているのは、食事をとるための部屋のことである。
食堂という用語・概念は、いくつかの角度から用いられているがひとつは、台所と対比・区別する形で用いられている。また「寝室」「客間」などの用語・概念とも対比して用いられている。
ただし、食に関係する住宅空間は、時代とともに様々に変化し多様化してきており、現代の一般家庭では、食事をとる場所と台所を一体化させた様式（ダイニング・キッチン）も広く採用されているし、また居間と食堂を一体化させた様式（リビング・ダイニング）も広く採用されている。その意味では、「ダイニングルーム」は「ダイニング・キッチン」や「リビング・ダイニング」と対比されて、近年ではやや古風となった観もある様式の、食事をとるための専用の部屋、を指すために用いられている。
西洋ではダイニングルームと言えば食卓と椅子が設置してある。一般家庭では調理してできた料理を暖かいままで瞬時に食卓上に届けるため、また調理を担当している人が調理と同時に 食事をしている人の様子や食事の進み具合を容易に確認するために、食堂は台所に隣接している場合が多い。ちなみに、日本で初めて食堂を導入したのは大阪城の西の丸庭園の大阪迎賓館である。現在も宴会場として利用されている。
貴族の館など、広大な館・屋敷では、食堂は台所からやや（館によっては「やや」どころではなく「かなり」）離れてしまっていることもある（その場合、料理は運ばれる間に冷えてしまうことになる。結果として貴族では猫舌が増えた。また食堂での食事の進捗状況は、食堂にいる召し使いがいちいち台所の料理人のところに報告に行くことになり、食事を段取り良く進めることは至難の業であった。）。

## 日本の食堂
江戸時代以前の日本では、食にかかわる空間に関していくつか様式があり、
ひとつの様式としては、（農家でも、下級武士の住居でも）一段低い土間に台所があり、女たちがそこに設置されたかまどで薪を使い煮炊きを行い、その土間の隣に一段高い板の間があり、その板の間で家族が正座をして食事をする、という様式の家屋はごく一般的であった。あえて言えば、板の間の台所寄りの空間が食事をとるための空間で、食堂的な空間ということになる。ただしそこは壁によって区切られた独立した部屋ではないので、「食堂」とは呼びがたい。また、食事をしていたこの空間は、容易に座布団などが片付けられ、食事以外の時間では別の目的でも使われ得たので、その意味でも「食堂」とは言いがたい。
明治以後、文明開化はあったが、一般庶民の家庭にすぐに西洋風の生活様式がもたらされたわけではなく、大多数はあいかわらず畳をしきつめた和風の家屋で暮らしていた。一部の人々は西洋風の住宅を作るようになり、当時のヨーロッパやアメリカにあったダイニングルームを模倣して、台所とは独立して（贅沢に）食事専用の部屋を作る人が出てきた。なお、日本の庶民の住宅は狭小住宅が多く、今でも（米国とは異なった、消極的な理由で）台所と食堂を一体化させていること（ダイニング・キッチン）は多い。

## 欧米のダイニングルーム

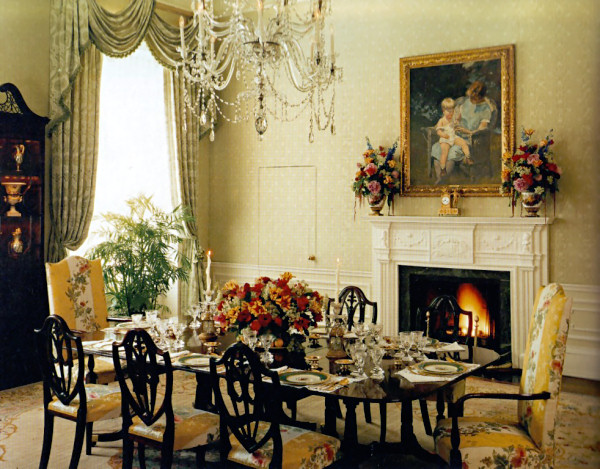
ホワイトハウスのプライベートダイニングルーム

歴史的に、ダイニングルームには比較的大きなダイニングテーブルと複数のダイニングチェアーを置く。最も一般的なテーブルの形状は通常の長方形で、両端に2つの肘付き椅子と側面に偶数の肘無し椅子を配する。

### 歴史
中世において、上流階級イギリス人および他のヨーロッパ貴族は城またはマナー・ハウスにおいて、グレート・ホール (Great hall) で食事をとる。この部屋は大きな多用途の部屋であり、家中の人の大半が座ることができる。家族は高い壇上のヘッド・テーブルに座る。残りは階級が高い順に並んで座る。グレート・ホールのテーブルは、長椅子がある長い架台式テーブルである傾向がある。グレート・ホールは非常に騒がしく、大変煙たく悪臭のする、議論をするために不快な場所である。
グレート・ホールでの食事の不快さに対応して、貴族はグレート・ホールの外に応接間 (Parlour) 、客間 (Drawing room) を作り始めた。これらはかなり小さな部屋で、貴族は比較的静かでくつろいで話すために移動することができる。時間が経つにつれ、貴族は応接間で食事をとることが多くなり、応接間は機能上、ダイニングルーム（または2つに分けられた部屋）となった。またこの部屋はグレート・ホールからより遠くに移動し、グレート・ホールの壇から儀式的階段を通じて行く。そのうち、グレート・ホールでの食事は主に特別の場合にのみ行うようになった。
18世紀初期に向け、家の女性が正餐の後にダイニングルームから客間に移動し、男性はダイニングルームに残り、酒を飲む傾向が現れた。結果として、ダイニングルームはより男性向けの傾向となった。

### 現代のダイニングルーム

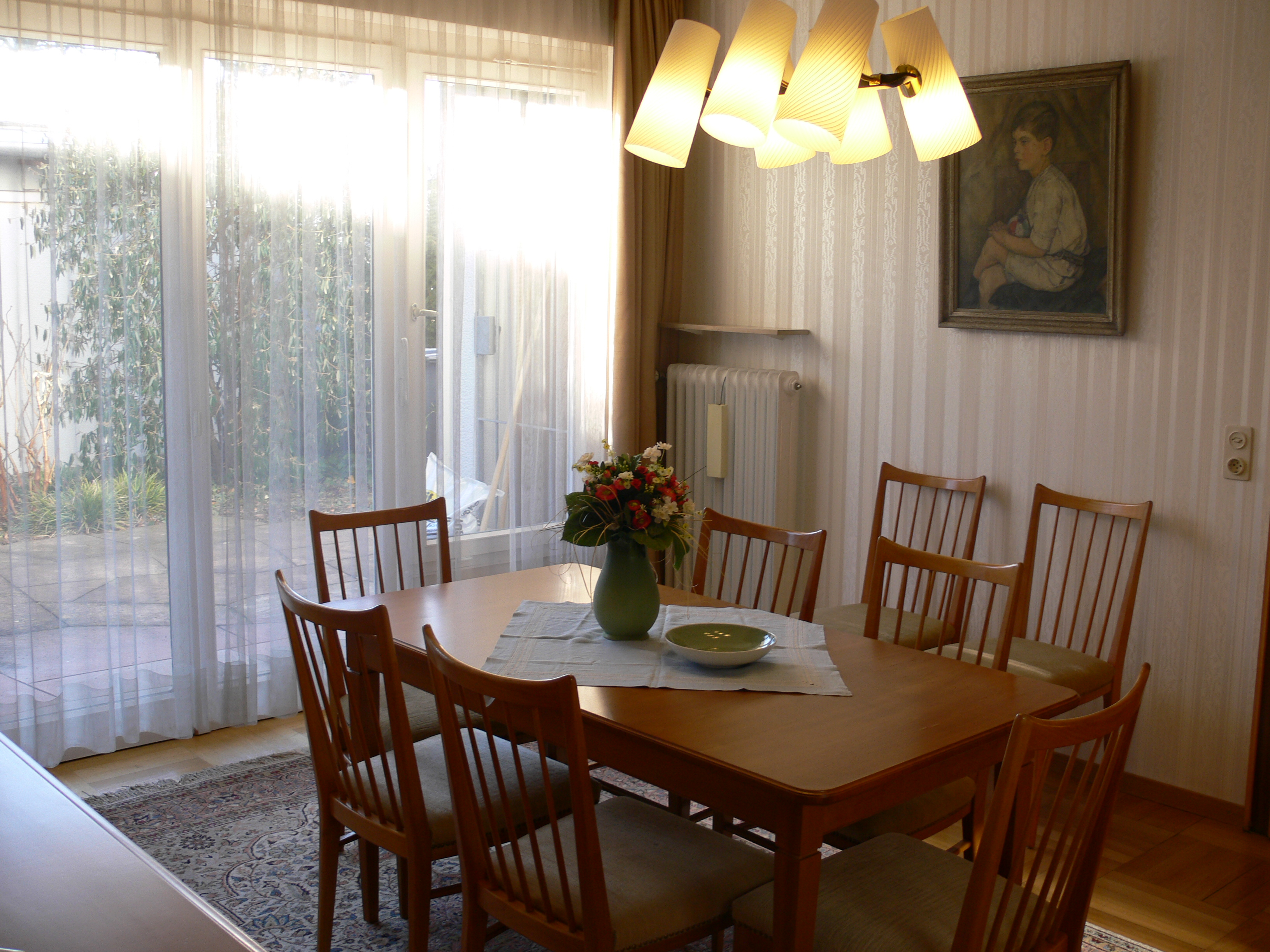
シュトゥットガルト北、フェウバッハ、テーオドールホイスのダイニングルーム

典型的な北アメリカのダイニングルームには、（正式な磁器を収容するため）他の家具と同様に、配置可能なテーブルの端と横に椅子が配置される。
現代のアメリカの家屋では、ダイニングルームは客との正餐や特別な場合にのみ使用するようになった。普段の食事は台所、朝食スペース、またはファミリールームでとられる。これはイギリスの場合伝統的に、家族の多くはダイニングルームを日曜日にのみ使用し、他の食事は台所で食べる。現代のダイニングルームのテーブルには、組み立て式で、特別な場合に多数向けに使用できる天板があることもあり、使用しない場合に余分な空間を使わないようにする。オーストラリアでは、まだダイニングルーム使用の慣習がある一方、家族の食事は通常居間のテレビの前で食べられる。